# Osterman (släkt)
Osterman är en släkt från Westfalen. I skattboken för grevskapet Mark år 1486 omtalas ”Ostermann Hof” som en av sju bondgårdar i Wiemelhausen, då en förort till Bochum. Gården var stor och anses vara familjens stamgård. Den äldste kände medlemmen i släkten är Matthäus (Matthias) Ostermann, som också kallad sig Westfalus. Han var student i Graz 1582 och avlade borgared i Bochum 1583, då han skrev in sig i borgarboken som ”Matheus Ostermann aus Wymelhausen”. Han blev borgarråd i Bochum 1593 och återfinns 1598 och 1618 som stadens borgmästare. Han var gift med Grete Sewerin. Matthäus äldste son, Johann Ostermann var under åren 1637–1675 kyrkoherde i lutherska församlingen i Bochum och lät 1655 bygga den första lutherska kyrkan (Pauluskyrkan) där. Han var gift med Clara Zythopäus. Johann efterlämnade minst fyra söner, Christopher Diedrich f 1638, Ewert f 1641, Johan Heinrich f ? och Johann Conrad f 1647. Av dessa blev Ewert pastor i Werden, Johann Conrad faderns efterträdare som kyrkoherde i Bochum och Johan Heinrich advokat i Lübeck där han dog barnlös. Johann Conrads son var den kände ryske statsmannen Heinrich Johann Friedrich som där tog namnet Andrej Osterman (1687–1747). Han ledde bland annat den ryska delegationen vid förhandlingarna med Sverige vid fredskongressen i Lövö på Åland 1718–1719 och vid freden i Nystad 1721. Hans son var den i svensk riksdagshistoria under frihetstiden kände Ivan Osterman (1725–1811) och dennes systerson den ryske generalen greve Aleksandr Osterman-Tolstoj (1770–1857).
Kyrkoherden Johann Ostermanns äldste son Christopher Diedrich utvandrade till Karlskrona där han blev rådman och titulärborgmästare och blev stamfader för släktens svenska gren. Han avled i Karlskrona 1724, vid 86 års ålder.